# زياد بن كعب
زياد بن كعب بن عمرو بن عدي الجهني صحابي جليل من قبيلة جهينة وكان حليفاً لقبيلة الخزرج من الأنصار شهد مع النبي محمد ﷺ غزوة بدر وغزوة أحد.

## نسبه
هو زياد بن كعب بن عمرو بن عدي بن عمرو وقيل عامر بن رفاعة بن كليب بن مودوعة بن عدي بن غنم بن الربعة بن رشدان بن قيس بن جهينة الجهني.